# نظرية رابطة التكافؤ

نظرية رابطة التكافؤ أو نظرية الرابط التكافؤي أو نظرية آصرة التكافؤ (بالإنجليزية: Valence bond theory)‏ هي واحدة من اثنين من النظريات الأساسية في كيمياء جنباً إلى جنب مع نظرية المدار الجزيئي التي تم تطويرها لاستخدام أساليب من ميكانيكا الكم لشرح الرابطة الكيميائية. وهي تركز على كيفية اندماج المدارات الذرية لذرات منفصلة تجتمع لتعطي روابط كيميائية واحدة عندما يتم تشكيل جزيء. في المقابل، تبنى نظرية المدار الجزيئي على المدارات التي تغطي الجزيء بأكمله.

## نبذة تاريخية
في 1916، اقترح غيلبرت نيوتن لويس أحد أشكال الرابطة الكيميائية من تفاعل اثنين من إلكترونات الرابطة المشتركة، مع تمثيل الجزيئات كما في تركيب لويس. في عام 1927 تم وضع نظرية هايتلر-لندن وهي النظرية التي تم عبرها ولأول مرة تمكين حساب خصائص رابطة من جزيء الهيدروجين H2 بناء على اعتبارات ميكانيكية الكم. على وجه التحديد، عقد فالتر هايتلر العزم على كيفية استخدام معادلة الموجة لشرودنغر (1926) لإظهار كيف يمكن للدالات الموجية لإثنين من ذرات الهيدروجين أن تندمج معاً، مع زائد، ناقص، وشروط التبادل لتشكيل رابطة تساهمية. وبعد ذلك استدعى زميله فريتز لندن وعملوا على تفاصيل النظرية على مدار الليل. وفي وقت لاحق، استخدم لينوس باولنغ فكرة ترابط أزواج الإلكترونات جنباً إلى جنب مع أفكار غيلبرت لويس ونظرية هايتلر-لندن لتطوير مفهومين رئيسيين آخرين في نظرية رابطة التكافؤ وهما الرنين (1928) والتهجين المداري (1930). وفقاً لتشارلز كولسون، مؤلف كتاب «التكافؤ» 1952، شهدت هذه الفترة بداية «نظرية رابطة التكافؤ الحديثة» بالمقارنة مع النظريات القديمة لرابطة التكافؤ وهي أساس النظريات الإلكترونية للتكافؤ في فترة ميكانيكية ما قبل الموجة. وانتقدت نظرية الرنين من قبل الكيميائيين السوفيات خلال الخمسينات من القرن العشرين حيث أعتبرت ناقصة.